# Hoogbrug (Lier)
De Hoogbrug is een boogbrug over de Binnennete in de stad Lier, in de Belgische provincie Antwerpen. De brug is een deel van de N10 die Mortsel met Diest verbindt.
De brug bestaat uit drie overspanningen in metselwerk: twee zij-overspanningen van 5,84 m elk en een middenoverspanning van 8,25 m.